# Вернер Антон
Вернер-Рудольф Антон (нім. Werner-Rudolf Anton; 3 квітня 1895, Дрезден — 12 вересня 1948, Вольфсбург) — німецький воєначальник, генерал-лейтенант люфтваффе. Кавалер Лицарського хреста Залізного хреста.

## Біографія
Після початку Першої світової війни 22 серпня 1914 року поступив в 103-й (4-й Саксонський) піхотний полк. 4 вересня 1916 року важко поранений і до травня 1917 року перебував у шпиталі. У жовтні 1917-січні 1918 року пройшов підготовку льотчика-спостерігача в 6-му навчальному авіазагоні. З 10 травня 1918 року — спостерігач 212-го авіазагону. Брав участь в боях в Шампані (1915), на Соммі, біля Вердена, у Фландрії. За бойові заслуги відзначений численними нагородами.
19 квітня 1920 року демобілізований і 3 травня поступив на службу в поліцію. З 1 жовтня 1922 року — командир моторизованого загону швидкого реагування «Ціттау», з 1 липня 1928 року — 2-й офіцер моторизованих частин в поліцай-президії Лейпцига, з 1 лютого 1930 року — радник дирекції моторизованих частин поліцай-президії Дрездена. З 10 січня 1935 року — директор поліцейської автошколи. 1 серпня 1935 року перейшов у люфтваффе і направлений на службу в штаб 3-го авіаційного округу. З 1 жовтня 1937 року — командир 4-ї батареї 43-го зенітного полку (Віттенберг), з 1 серпня 1938 року — командир 94-го легкого зенітного дивізіону (Кремс), з 1 червня 1939 року — 1-го дивізіону 7-го зенітного полку (Бреслау), з яким брав участь у Польській кампанії.
30 жовтня 1939 року призначений командиром 13-го зенітного полку і зенітної групи «Ганновер-Брауншвейг». З 12 квітня 1941 року — командир 3-ї, з 1 червня 1942 року — 15-ї зенітної бригади. 16 листопада 1942 року призначений командиром 6-ї моторизованої зенітної дивізії, з якою брав участь в боях на радянсько-німецькому фронті у складі групи армій «Північ». 11 травня 1945 року узятий в полон англо-американськими військами. В 1946 році переданий радянським військам, де помер в день свого імовірного звільнення. Офіційна версія — загинув в автокатастрофі.

## Звання
- Фанен-юнкер (22 серпня 1914)
- Фенріх (1 грудня 1914)
- Лейтенант (5 березня 1915)
- Лейтенант поліції (3 травня 1921)
- Обер-лейтенант запасу (14 лютого 1921)
- Обер-лейтенант поліції (2 вересня 1921)
- Гауптман поліції (1 вересня 1929)
- Майор поліції (9 листопада 1933)
- Майор (1 серпня 1935)
- Оберст-лейтенант (1 жовтня 1937)
- Оберст (1 серпня 1939)
- Генерал-майор (1 лютого 1943)
- Генерал-лейтенант (1 липня 1944)

## Нагороди

### Перша світова війна
- Залізний хрест 2-го класу (4 лютого 1915)
- Орден Альберта Ведмедя, лицарський хрест 2-го класу з мечами (19 лютого 1916)
- Військовий орден Святого Генріха, лицарський хрест (20 листопада 1916)
- Нагрудний знак пілота-спостерігача (Пруссія) (8 серпня 1917)
- Почесний кубок для переможця у повітряному бою (3 липня 1918)
- Залізний хрест 1-го класу (22 серпня 1918)
- Нагрудний знак «За поранення» в чорному

### Піжвоєнний період
- Почесний хрест ветерана війни з мечами
- Медаль «За вислугу років у Вермахті»
  - 4-го, 3-го і 2-го класу (18 років) (2 жовтня 1936) — отримав 3 медалі одночасно.
  - 1-го класу (25 років) (22 серпня 1939)
- Медаль «У пам'ять 1 жовтня 1938» із застібкою «Празький град»

### Друга світова війна
- Застібка до Залізного хреста 2-го і 1-го класу
- Нагрудний знак зенітної артилерії люфтваффе (12 вересня 1942)
- Німецький хрест в золоті (29 квітня 1943)
- Орден Зірки Румунії, командорський хрест з мечами
- Лицарський хрест Залізного хреста (11 червня 1944)
- Відзначений у Вермахтберіхт
  - «На північній ділянці Східного фронту особливо відзначилась 6-та зенітна дивізія під командуванням генерал-лейтенанта Антона.» (30 жовтня 1944)
- Нарукавна стрічка «Курляндія»